# Abd ar-Rahim al-Hadżdż Muhammad
Abd ar-Rahim al-Hadżdż Muhammad (ur. 1892 w Tulkarm zm. 27 marca 1939) – palestyński wojskowy, naczelny przywódca arabskiego powstania w Palestynie (1936–1939).
Podczas arabskiego powstania w Mandacie Palestyny (1936–1939) Abd ar-Rahim al-Hadżdż Muhammad przyjął przywództwo nad powstańcami, atakując brytyjskie siły policyjne oraz żydowskie osady rolnicze. Zasłynął z operacji prowadzonych w rejonie miasta Tulkarem w zachodniej części Samarii. Zyskał wielką popularność jako bohater i męczennik. Został zastrzelony przez patrol wojskowy w dniu 27 marca 1939.